# Eurypon polyplumosa
Eurypon polyplumosa är en svampdjursart som först beskrevs av Claude Lévi 1958.  Eurypon polyplumosa ingår i släktet Eurypon och familjen Raspailiidae. Inga underarter finns listade i Catalogue of Life.